# Roland Nagy
Roland Nagy (n. 12 iunie 1971, Arad, România) este un fost fotbalist și actual antrenor român de fotbal.

## Palmares

### Jucător
Steaua București
- Liga I: 1994–95, 1995–96, 1996–97, 1997–98
- Cupa României: 1995, 1996
- Supercupa României: 1995-96,1996-97